# Paradelphomyia destituta
Paradelphomyia destituta är en tvåvingeart som först beskrevs av Alexander 1945.  Paradelphomyia destituta ingår i släktet Paradelphomyia och familjen småharkrankar.
Artens utbredningsområde är Costa Rica. Inga underarter finns listade i Catalogue of Life.